# بيتر دويل
بيتر دويل (بالإنجليزية: Peter Doyle)‏ هو محامي وسياسي أمريكي، ولد في 8 ديسمبر 1844، وتوفي في 27 أكتوبر 1900. حزبياً، نشط في الحزب الديمقراطي. وقد انتخب عضو جمعية ولاية ويسكونسن.